# Khadia
Khadia là chi thực vật có hoa trong họ Aizoaceae.